# Martina Caroni
Martina Caroni (* 1969 in Bern) ist eine schweizerische Rechtswissenschaftlerin und Hochschullehrerin an der Universität Luzern.

## Leben und Wirken
Caroni wuchs in Bern bilingual deutsch und italienisch auf. Ab 1988 studierte sie Rechtswissenschaften an der Universität Bern. Während des Studiums arbeitete sie als wissenschaftliche Hilfskraft am Lehrstuhl von Karl-Ludwig Kunz. Im Dezember 1993 erwarb sie ihr Lizenziat und war fortan ab Januar 1994 als Assistentin von Walter Kälin am Institut für öffentliches Recht der Universität Bern tätig. 1998 wurde sie in Bern mit der Schrift Privat- und Familienleben zwischen Menschenrecht und Migration: Eine Untersuchung zu Bedeutung, Rechtsprechung und Möglichkeiten von Art. 8 EMRK im Ausländerrecht zur Dr. iur. promoviert. Anschliessend war sie als Oberassistentin weiterhin am Institut für öffentliches Recht der Universität Bern tätig. 2001 erwarb sie nach einem Masterstudium an der Yale Law School den Titel Master of Laws, dehnte im Anschluss ihren Forschungsaufenthalt dort bis März 2002 aus.
Anschliessend kehrte sie in die Schweiz zurück und wurde an der Universität Luzern im April 2002 zunächst Assistenzprofessorin. Nach Abschluss ihres Habilitationsverfahrens an der Universität Bern wurde ihr im Oktober 2006 der ordentliche Lehrstuhl für öffentliches Recht und Völkerrecht an der Universität Luzern übertragen, den sie seitdem innehat. Von März 2017 bis 31. Juli 2024 war sie Prorektorin für Lehre und Internationale Beziehungen der Universität Luzern. Seit 2021 gehört sie der Nationalen Kommission zur Verhütung von Folter (NKVF) an, deren Präsidentin sie seit April 2023 ist. Im Januar 2023 wurde sie in den Stiftungsrat des Schweizer Wissenschaftspreises Marcel Benoist gewählt.

## Forschungsschwerpunkte
Caronis Forschungsschwerpunkte liegen im internationalen Öffentlichen Recht und hier insbesondere im (Humanitären) Völkerrecht und dem Internationalen Menschenrechtsschutz. Insbesondere widmet sie sich dem Migrationsrecht, wo sie Mitverfasserin eines in mehrfacher Auflage erschienen Lehrbuchs ist. Gemeinsam mit Daniela Thurnherr hat sie einen bereits in zweiter Auflage erschienen Kommentar zum Ausländer- und Integrationsgesetz verfasst.